# SN 2005cr
SN 2005cr – supernowa typu Ia odkryta 24 czerwca 2005 roku w galaktyce A122217+1223. W momencie odkrycia miała maksymalną jasność 16,50m.